# Pakleni otok (1979.)
Pakleni otok je hrvatski dugometražni film iz 1979. godine. Film je prikazan i na njemačkoj televiziji.

## Uloge
- Aljoša Vučković kao Marin
- Klaus Lowitsch kao njemački narednik
- Slavko Štimac kao mladi partizan Tonko
- Pavle Vuisić kao Bartul
- Krunoslav Šarić kao komandir partizanskog razarača Vice
- Beba Lončar kao drugarica Tanja
- Peter Carsten kao zapovjednik njemačkog broda
- Richard Harrison kao američki narednik Taylor
- Igor Galo kao Kapo
- Ružica Sokić kao Ljiljina majka
- Miodrag Krstović kao Božo
- Milan Srdoč kao stari Pilip
- Petar Jelaska kao Jure
- Slobodan Velimirović kao njemački oficir Helmut
- Nada Gačešić-Livaković kao ranjena partizanka
- Ilija Zovko kao Jordo
- Vera Zima kao Kapova djevojka Božena
- Zlatko Martinčević kao brodolomac
- Jelica Vlajki kao starica
- Ivica Pajer kao partizanski zapovjednik
- Nikola Zaninović kao njemački vojnik
- Željka Todorović kao Ljilja
- Vinko Kovačić
- Tonči Novak
- Hrvoje Čulić kao kurir drugarice Tanje
- Jasna Petrić
- Pavao Rosso
- Prosper Miličić
- Justo Domančić
- Tomislav Domančić